# Biedowo
Biedowo (deutsch Neu Maraunen, 1928 bis 1945 Maraunen) ist ein Ort in der polnischen Woiwodschaft Ermland-Masuren. Er gehört zur Gmina Barczewo (Stadt-und-Land-Gemeinde Wartenburg in Ostpreußen) im Powiat Olsztyński (Kreis Allenstein).

## Geographische Lage
Biedowo liegt im Westen der Woiwodschaft Ermland-Masuren, 13 Kilometer nordöstlich der Kreis- und Woiwodschaftshauptstadt Olsztyn (deutsch Allenstein).

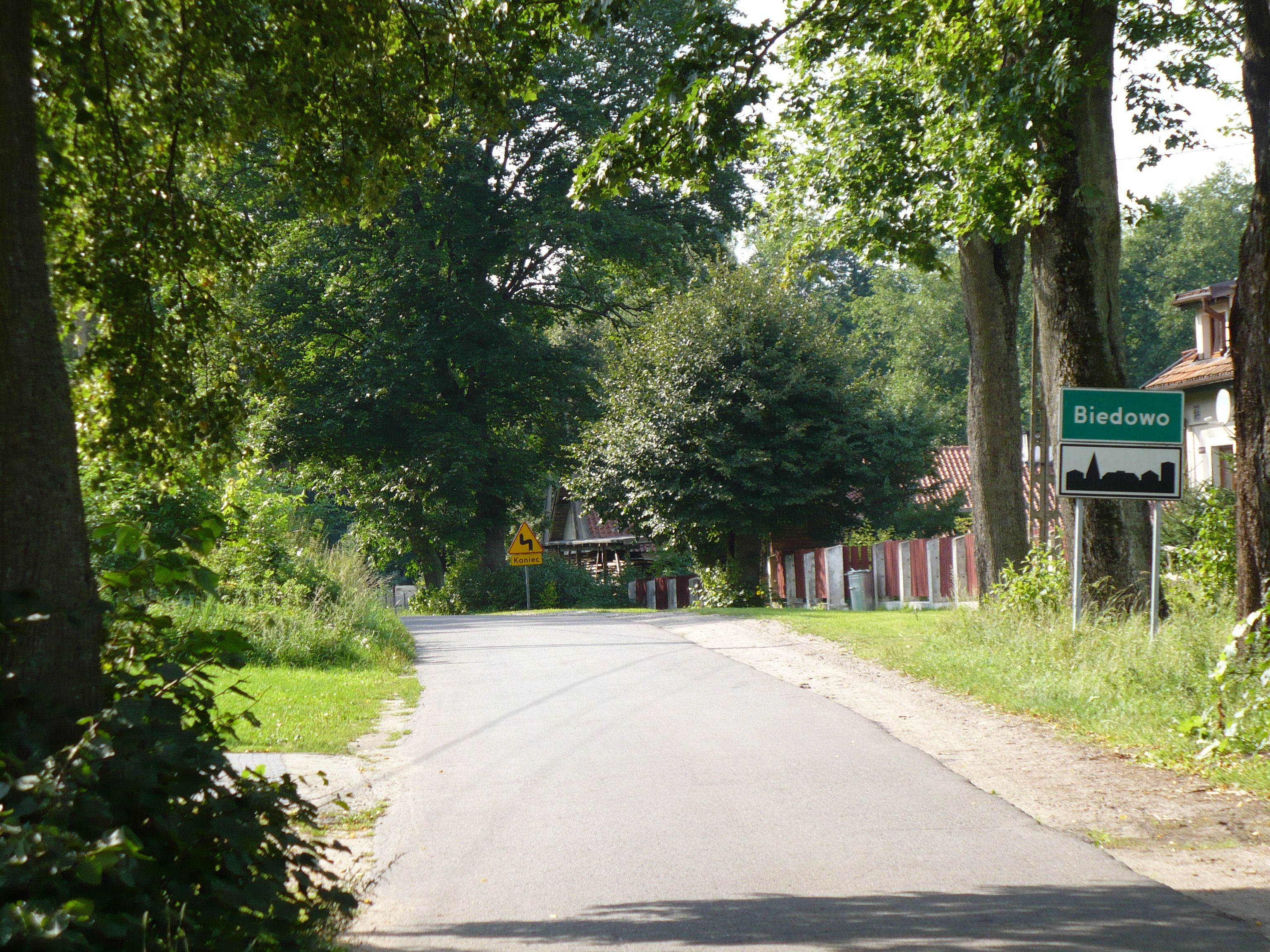
Ortseinfahrt Biedowo

## Geschichte

### Ortsgeschichte
Gründungsjahr des damals Kunlawken, später auch Merunen sowie Merunendorf und noch später Adlig Neu Maraunen genannten Dorfs ist das Jahr 1346. Das Dorf bestand aus ein paar kleinen Höfen und Gehöften, wobei bei der Volkszählung am 3. Dezember 1861 dann elf Wohngebäude bei 108 Einwohnern erbracht wurden.
Im Jahre 1874 kam die Landgemeinde Neu Maraunen zum neu errichteten Amtsbezirk Maraunen (polnisch Maruny) im ostpreußischen Kreis Allenstein. Die Einwohnerzahl von Neu Maraunen belief sich im Jahre 1910 auf 83.
Am 30. September 1928 vergrößerte sich die Landgemeinde Neu Maraunen um den benachbarten Gutsbezirk Groß Maraunen (polnisch Maruny), der eingemeindet wurde. Gleichen Tags wurde Neu Maraunen in „Maraunen“ umbenannt.
Die Einwohnerzahl der so neu gebildeten Landgemeinde Maraunen belief sich 1933 auf 288 und 1939 auf 296.
Als 1945 in Kriegsfolge das gesamte südliche Ostpreußen an Polen abgetreten werden musste, erhielt Neu Maraunen resp. Maraunen die polnische Namensform „Biedowo“. Der Ort ist heute ein Teil der Stadt-und-Land-Gemeinde Barczewo (Wartenburg i. Ostpr.) im Powiat Olsztyński (Kreis Allenstein), zwischen 1975 und 1998 der Woiwodschaft Olsztyn, seither der Woiwodschaft Ermland-Masuren zugehörig.

### Amtsbezirk Maraunen
Zwischen 1874 und 1945 bestand der Amtsbezirk Maraunen mit Sitz in Groß Maraunen. Ihm war Neu Maraunen zugeordnet.

## Kirche
Neu Maraunen resp. Maraunen war bis 1945 in die evangelische Kirche Wartenburg (Ostpreußen) (polnisch Barczewo) in der Kirchenprovinz Ostpreußen der Kirche der Altpreußischen Union, außerdem in die römisch-katholische Kirche St. Anna in Wartenburg eingepfarrt.
Heute ist Biedowo katholischerseits weiterhin Teil der Pfarrei Barczewo, die jetzt zum Erzbistum Ermland gehört. Evangelischerseits richten sich die Einwohner zur Christus-Erlöser-Kirche in Olsztyn (Allenstein) aus, die in die Diözese Masuren der Evangelisch-Augsburgischen Kirche in Polen eingegliedert ist.

## Verkehr
Biedowo liegt an einer Nebenstraße, die von der Stadt Barczewo (Wartenburg i. Ostpr.) über Dąbrówka Mała (Klein Damerau) nach Barczewko (Alt Wartenburg) führt. Eine Bahnanbindung besteht nicht.